# Enrique Mederos Flores
Enrique Mederos Flores (Ciudad de México, México, 15 de julio de 1961 - Ibíd, 23 de abril de 2004) fue un talentoso actor y director de doblaje mexicano.
A lo largo de su carrera, interpretó una gran cantidad de personajes reconocidos, en el mundo del cine: Chucky en Chucky: El muñeco diabólico, Chucky: El muñeco diabólico 2 y Chucky: El muñeco diabólico 3, Jim Levenstein en American Pie 2: Tu segunda vez es mejor y American Pie: La boda, Eric Draven en el doblaje original de El Cuervo y Jonathan Carnahan en las dos primeras películas de La momia. Mientras que en el mundo del anime es reconocido por interpretar a personajes como Mewtwo en Pokémon, la película: Mewtwo contraataca y Pokémon, Mewtwo regresa, Tōji Suzuhara en el doblaje original de Neon Genesis Evangelion, Fujitaka Kinomoto en Sakura Card Captors, y un sinfín de personajes en la franquicia de Dragon Ball, entre ellos: el Supremo Kaiosama de hace 15 generaciones, Paikuhan, Baby, Pui Pui y el androide 13, además de también haber sido el Narrador de los dos primeros animes de Digimon: Digital Monsters.

## Trayectoria
Estudió en su primera juventud en el Seminario Conciliar de México, por seguir la voluntad de su difunta madre que deseaba tener un hijo sacerdote. No obstante, luego de algunos años de seminarista, se percató de que su vocación era la actuación, dejando la formación religiosa para ir a estudiar Literatura y Arte Dramático en la Facultad de Filosofía y Letras de la UNAM.
Actor de gran versatilidad y peculiar voz capaz de interpretar todo tipo de personajes, ya sean niños, jóvenes, adultos o ancianos.
También interpretó al personaje de Bumerangután en el programa infantil "Kolitas" de TV Azteca, uno de sus primeros trabajos. Tuvo la oportunidad de cantar en la película Shrek, en la que interpreta a Robin Hood.
La mayor parte de sus trabajos fueron para los estudios de doblaje Procineas S.C.L., estudio en el que dirigió el primer doblaje de El Cuervo, además de doblar al protagonista, Brandon Lee. Uno de sus últimos trabajos fue Leonardo en la serie animada de 2003 de las Tortugas Ninja (al cual ya había interpretado en los episodios 27 a la 33 de la serie animada original, doblados en Procineas S.C.L.), personaje que debió ceder a Luis Daniel Ramírez luego de doblarlo en los primeros 26 episodios debido a su frágil estado de salud.

### Fallecimiento
Falleció el 23 de abril de 2004 a los 42 años, debido a una acidosis metabólica derivada de una afección hepática que el actor padecía, sus restos fueron cremados en el Panteón Español pero se desconoce el paradero de sus cenizas.

## Filmografía

### Doblaje
| Año             | Título                     | Personaje            | Actor original    | Fuente                   |
| --------------- | -------------------------- | -------------------- | ----------------- | ------------------------ |
| Películas       |                            |                      |                   |                          |
| 2004            | Wild Things 2              | Terence Bridge       | Isaiah Washington |                          |
| 2003            | Hollywood Homicide         | Antoine Sartain      | Isaiah Washington |                          |
| 2002            | The Tuxedo                 | Clark Devlin         | Jason Isaacs      | «El esmoquin».           |
| 2002            | El ataque de las arañas    | Chris McCormik       | David Arquette    |                          |
| 2001            | La caída del Halcón Negro  | Capitán Steele       | Jason Isaacs      |                          |
| 2001            | Shrek                      | Robin Hood           | Vincent Cassel    |                          |
| 2000            | The Legend of Bagger Vance | Rannulph Junuh       | Matt Damon        | «Leyendas de vida».      |
| 1999            | El príncipe de Egipto      | Voces adicionales    | N/A               | «El príncipe de Egipto». |
| 1999            | The Talented Mr. Ripley    | Tom Ripley           | Matt Damon        |                          |
| 1998            | Armageddon                 | Dr. Ronald Quincy    | Jason Isaacs      | «Armageddon».            |
| 1997            | Mente indomable            | Will Hunting         | Matt Damon        | «Mente indomable».       |
| 1997            | A Simple Wish              | Murray               | Martin Shot       | «Un simple deseo».       |
| Series de anime |                            |                      |                   |                          |
| 2002-2003       | Ojamajo Doremi             | Alexander T. Oyajide | Ginzō Matsuo      |                          |
| 2000-2001       | Digimon Adventure 02       | Narrador             | Hiroaki Hirata    |                          |
| 2000            | Digimon Adventure          | Narrador             | Hiroaki Hirata    |                          |
| 1999-2000       | Dragon Ball GT             | Baby                 | Yūsuke Numata     | «Dragon Ball GT».        |
| 1999-2000       | Dragon Ball GT             | Gale                 | Yasuhiko Kawazu   | «Dragon Ball GT».        |
| 1999-2000       | Dragon Ball GT             | Ribet                | Ichirō Nagata     | «Dragon Ball GT».        |
| 1999-2000       | Dragon Ball GT             | Don Para             | Kazunari Tanaka   | «Dragon Ball GT».        |
| 1999-2000       | Dragon Ball GT             | Dorutaki             | Hirotaka Suzuoki  | «Dragon Ball GT».        |